# Бакса (округ)

Округа Ассама (5 — Налюари, 6 — Камруп, 7 — Барпета)

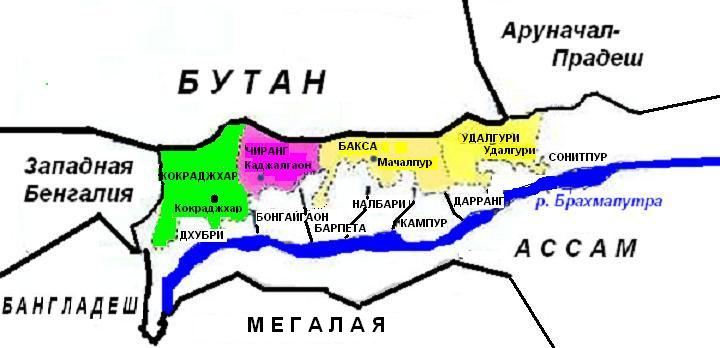
Четыре округа Бодоланда

Бакса (ассам. বাক্সা জিলা; англ. Baksa) — округ в индийском штате Ассам. Административный центр — город Мушалпур. Площадь округа — 2400 км². По данным всеиндийской переписи 2001 года население территории составляло 862 560 человек.
Занимает территорию дуаров, примыкает к Бутану, но не имеет выхода к Брахмапутре.
7 декабря 2003 года в результате соглашения с ассамским сопротивлением Бодоланда было образовано Территориальное Объединение Бодоланд в составе штата Ассам, в которое также вошёл новообразованный округ Бакса. В округ включили северные районы округов Барпета, Налбари и Камруп.

## Природа
Полосу тераев, примыкающую к бутанской границе, занимает Национальный парк Манас — территория уникальной природы, которая причислена ко Всемирному наследию ЮНЕСКО.